# 293131 Meteora
293131 Meteora è un asteroide della fascia principale. Scoperto nel 2006, presenta un'orbita caratterizzata da un semiasse maggiore pari a 2,5991844 au e da un'eccentricità di 0,1553721, inclinata di 8,25629° rispetto all'eclittica.